# Дулибы (издательство)
«Дулибы» (укр. Дуліби) — украинское книгоиздательское формирование частной формы собственности. Создано в 2005 году.
Название издательства происходит от древнего восточнославянского племени Дулебов. Автором логотипа издательства является лауреат Шевченковской премии Сергей Якутович. Основатель и главный редактор — Марина Гримич.
Специализируется на издании современной украинской литературы и научных трудов историко-этнологического направления.
С издательством сотрудничают такие известные современные художники, как лауреат Национальная премия Украины имени Тараса Шевченко Сергей Якутович (альбом «Мазепиана», 2005).
С 2005 года издательством были опубликованы произведения ряда известных современных украинских писателей: Галины Пагутяк («Слуга з Добромиля», 2006; «Уризька готика», 2009), Любко Дереш («Намір», 2006), Ирена Карпа («Перламутровое порно», 2005), Евгения Кононенко («Встреча в Сан-Франциско», 2006), Людмила Таран («Нежный скелет в шкафу», 2006), Марина Гримич («Мак красный в росе» , 2005; «Фрида», 2006; «Эгоист» (второе издание), 2007; «Вторая жизнь», 2010, «Остров Белой Совы», 2010) и др.
Издательство проводило мероприятия по популяризации современной украинской литературы (например, Богемная вечеринка во время Львовского Форума издателей в 2006 году), проводит презентации изданных издательством книг.